# Pat Toomey
Patrick Joseph "Pat" Toomey, född 17 november 1961 i Providence, Rhode Island, är en amerikansk affärsman och republikansk politiker. Han vann valet till USA:s senat i delstaten Pennsylvania i kongressvalet i USA 2010. Han representerade Pennsylvanias 15:e distrikt i USA:s representanthus 1999–2005.
Toomey avlade 1984 sin kandidatexamen i statsvetenskap vid Harvard College och var sedan verksam inom bankbranschen med bland annat handeln i valutor och derivatinstrument. I kongressvalet 1998 vann han mot demokraten Roy C. Afflerbach. Toomey omvaldes till representanthuset två gånger men bestämde sig sedan år 2004 för att kandidera till senaten i stället. Han förlorade mycket knappt i republikanernas primärval mot ämbetsinnehavaren Arlen Specter. Åren 2005–2009 arbetade han som ordförande för den konservativa lobbygruppen Club for Growth som förespråkar frihandel, låga skatter och låga statsutgifter. Toomey besegrade demokraten Joe Sestak i senatsvalet 2010 med 51% av rösterna mot 49% för Sestak.
Den 5 oktober 2020 meddelade Toomey att han inte skulle kandidera för omval för en tredje mandatperiod år 2022 eller för guvernör. Den 13 februari 2021 var Toomey en av sju republikanska senatorer som röstade för att döma Donald Trump för uppmaning till uppvigling i hans andra riksrättsprocess.

## Privatliv
År 1997 gifte sig Toomey med Kris Ann Duncan. Paret har tre barn tillsammans.